# Дніпро (станція метро, Київ)
50°26′28″ пн. ш. 30°33′31″ сх. д. / 50.44111° пн. ш. 30.55861° сх. д.
«Дніпро́» — станція Святошинсько-Броварській лінії Київського метрополітену між станціями «Арсенальна» та «Гідропарк». Розташована у Печерському районі, біля річки Дніпро. Станція відкрита 6 листопада 1960 року в складі першої черги будівництва. До 1965 року була кінцевою. Є найменш завантаженою станцією Київського метрополітену.
З 2008 року станція має статус «щойно виявлений об'єкт культурної спадщини», пам'ятка архітектури та містобудування, науки і техніки (охоронний № 529/1-Кв).
З 24 лютого 2022 року по 8 березня 2024 року, через повномасштабне російське вторгнення в Україну, станція була тимчасово зачинена для посадки/висадки пасажирів, а поїзди прямували без зупинок.

## Конструкція
Конструкція станції: естакадна відкрита з двома береговими платформами, без колійного розвитку.

## Опис

Меморіальна дошка на будівлі станції

Перша київська наземна станція метро з платформами берегового типу, розташована біля крутого схилу Дніпра. З бічних посадкових платформ, що являють собою естакаду над Набережним шосе, відкриваються дніпровські простори. Продовженням естакади є міст Метро, суміщений з автотранспортним мостом аркової конструкції. Від посадкових платформ міст зорово і функціонально відділений вертикальними об'ємами зі скла та бетону, в яких розміщені сходові марші для пасажирів.
Конструктивні острови-пілони спусків є водночас п'єдесталами для двох монументальних споруд — «Праця» («XX століття») у вигляді робітника (скульптор Едвард Кунцевич, Болеслав Карловський) і «Мир» у вигляді жінки з голубами (скульптори Флоріан Коцюбинський, Ксанфій Кузнецов, Іван Горовий). У пілонах розташовані сходи, які використовувалися у 1960-ті роки для виходу зі станції.

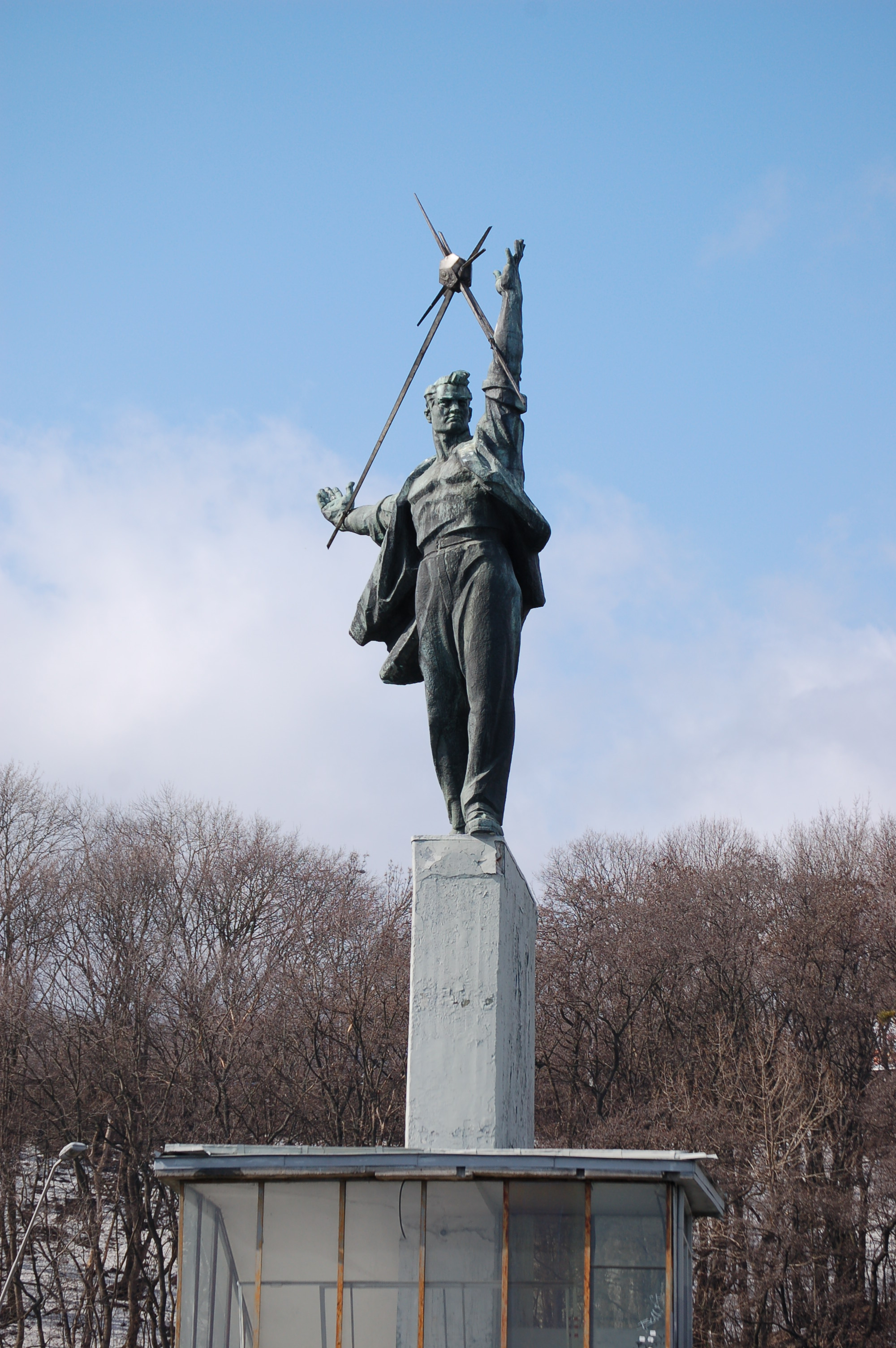
Монументальна скульптура «Праця»
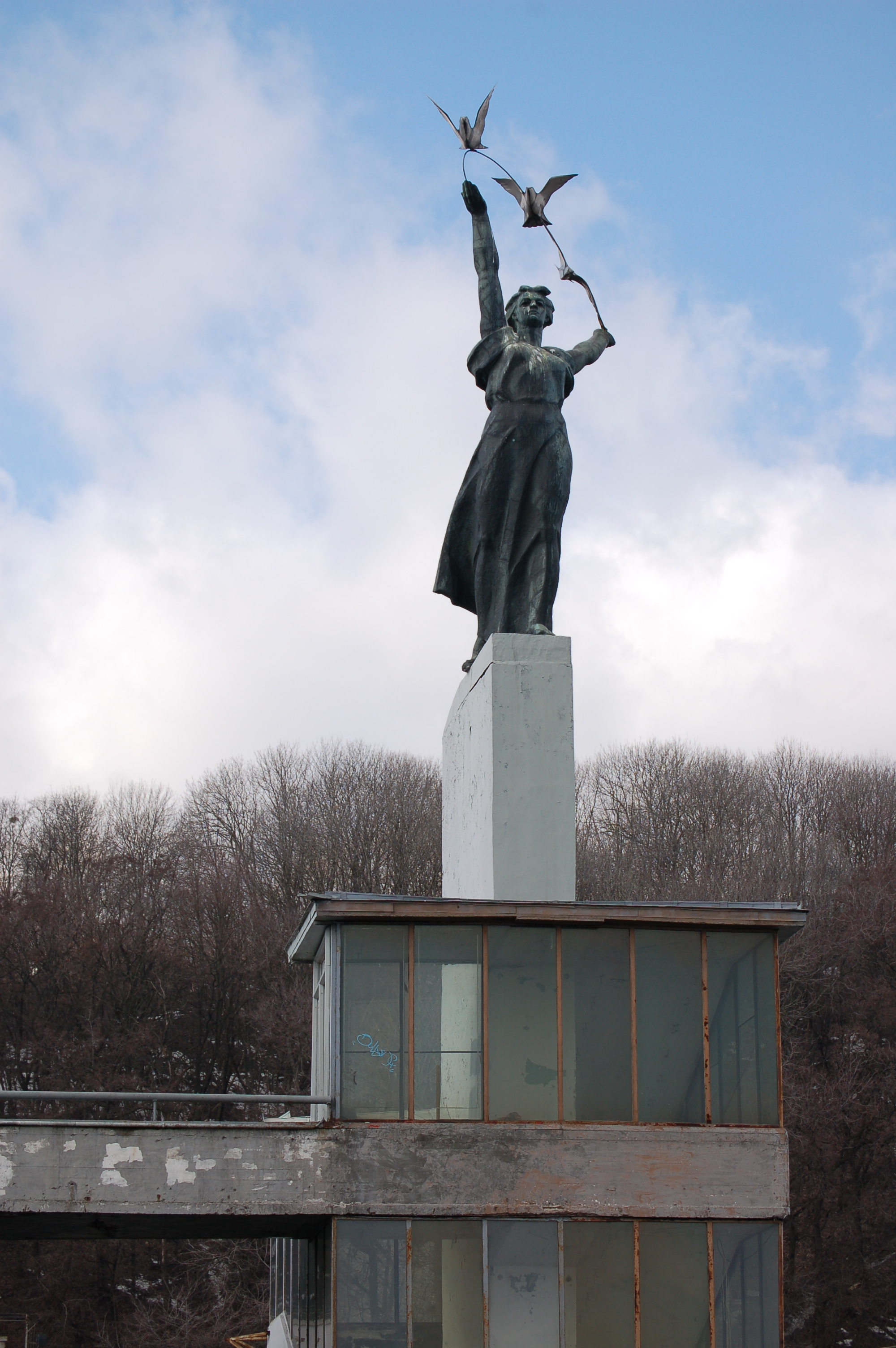
Монументальна скульптура «Мир»
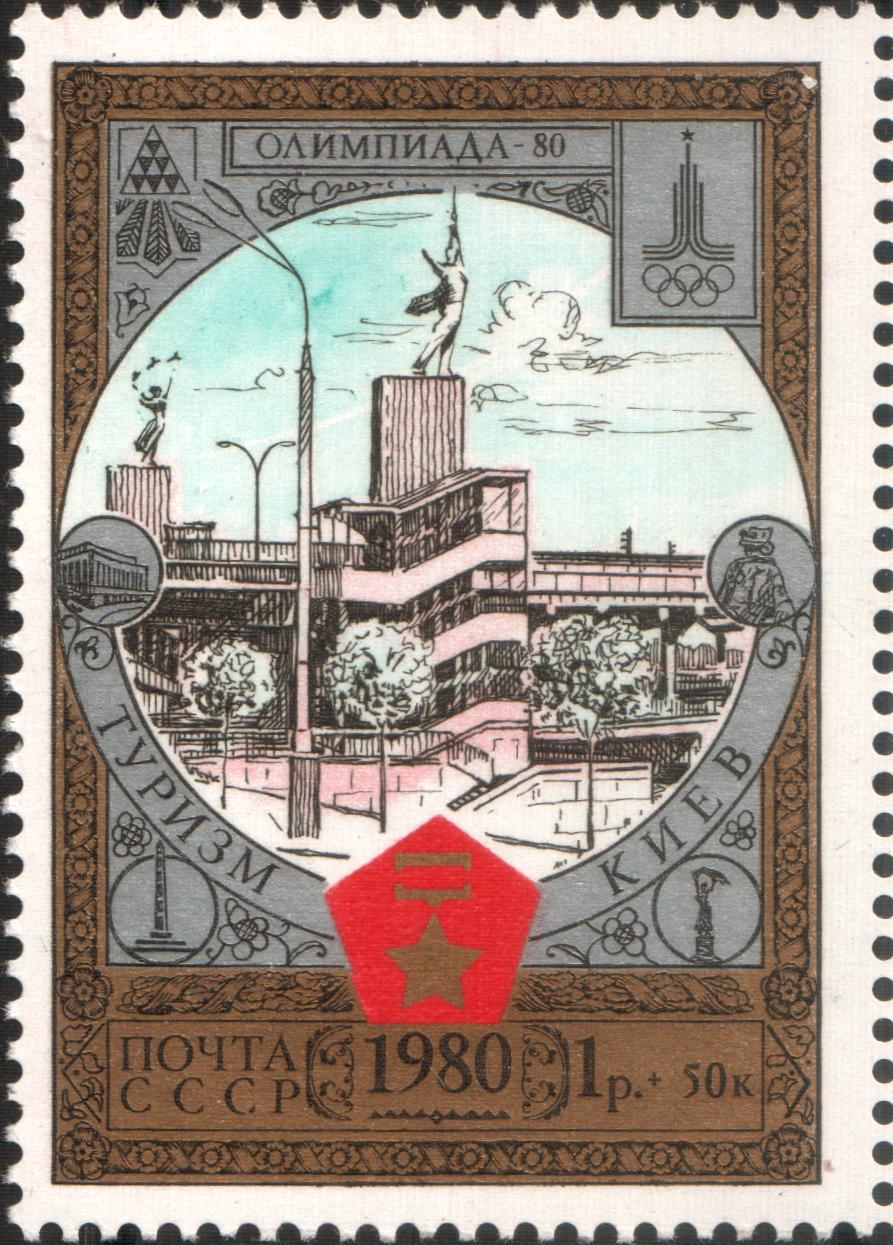
Поштова марка СРСР із зображенням станції

Станція «Дніпро» практично позбавлена художніх елементів та додаткових архітектурних знахідок. Лаконічну й функціональну форму розбавляють лише скульптури «Мир» та «Праця», які розташовані наприкінці платформ. Раніше була ще одна деталь, яка суттєво вирізняла цю станцію від інших: неоновий напис з назвою станції, виконаний в стилі, типовому для того часу. Цей напис не зберігся, як і чимало неонових букв «М», які з часом поступово замінені на простіші та економніші конструкції (неонові лампи мають високе енергоспоживання та ряд інших недоліків, якщо базуються виключно з економічних причин).

## Цікаві факти
З 1960 по 1965 роки через станцію «Дніпро» здійснювалася передача вагонів, поставлених для Київського метрополітену. Вагони надходили у Київ залізницею до станції Дарниця, потім через гейт їх переміщали на трамвайну лінію, через яку йшли через Дніпро по мосту Патона та набережною до електродепо «Дніпро».
Під естакадою було змонтоване поворотне коло, розраховане на один вагон. Заїхавши на це коло, вагон повертався на 90° і, опинившись точно під станцією, піднімався нагору спеціальним підйомником. Потрапивши до станції, вагон відганяли у тунель, і піднімали наступний.
Аналогічно здійснювався спуск вагонів в депо «Дніпро» для технічного огляду і ремонту. Депо розташовувалося у невеликому будинку, поблизу від наземного вестибюля станції «Дніпро», і було розраховано на два вагони.

## Пасажиропотік
| Рік                           | 2009 | 2011 | 2012 | 2013 | 2014 | 2015 | 2016 | 2017 | 2018 |
| ----------------------------- | ---- | ---- | ---- | ---- | ---- | ---- | ---- | ---- | ---- |
| Пасажиропотік, тис. осіб/добу | 4,2  | 3,0  | 2,8  | 2,9  | 2,8  | 2,8  | 2,8  | 2,7  | 2,6  |

## Режим роботи
Відправлення першого поїзду у напрямку станцій:
- «Лісова» — о 06:03
- Академмістечко — о 05:46

Відправлення останнього поїзду у напрямку станцій:
- «Лісова» — 00:32
- «Академмістечко» — 00:16

Розклад відправлення поїздів у вечірній час (після 22:00) у напрямку станцій:
- «Лісова» — 22:59, 23:11, 23:23, 23:34, 23:46, 23:57, 0:09, 0:20, 0:32
- «Академмістечко» — 22:23, 22:35, 22:47, 22:57, 23:08, 23:18, 23:28, 23:38, 23:50, 0:03, 0:16

## Галерея

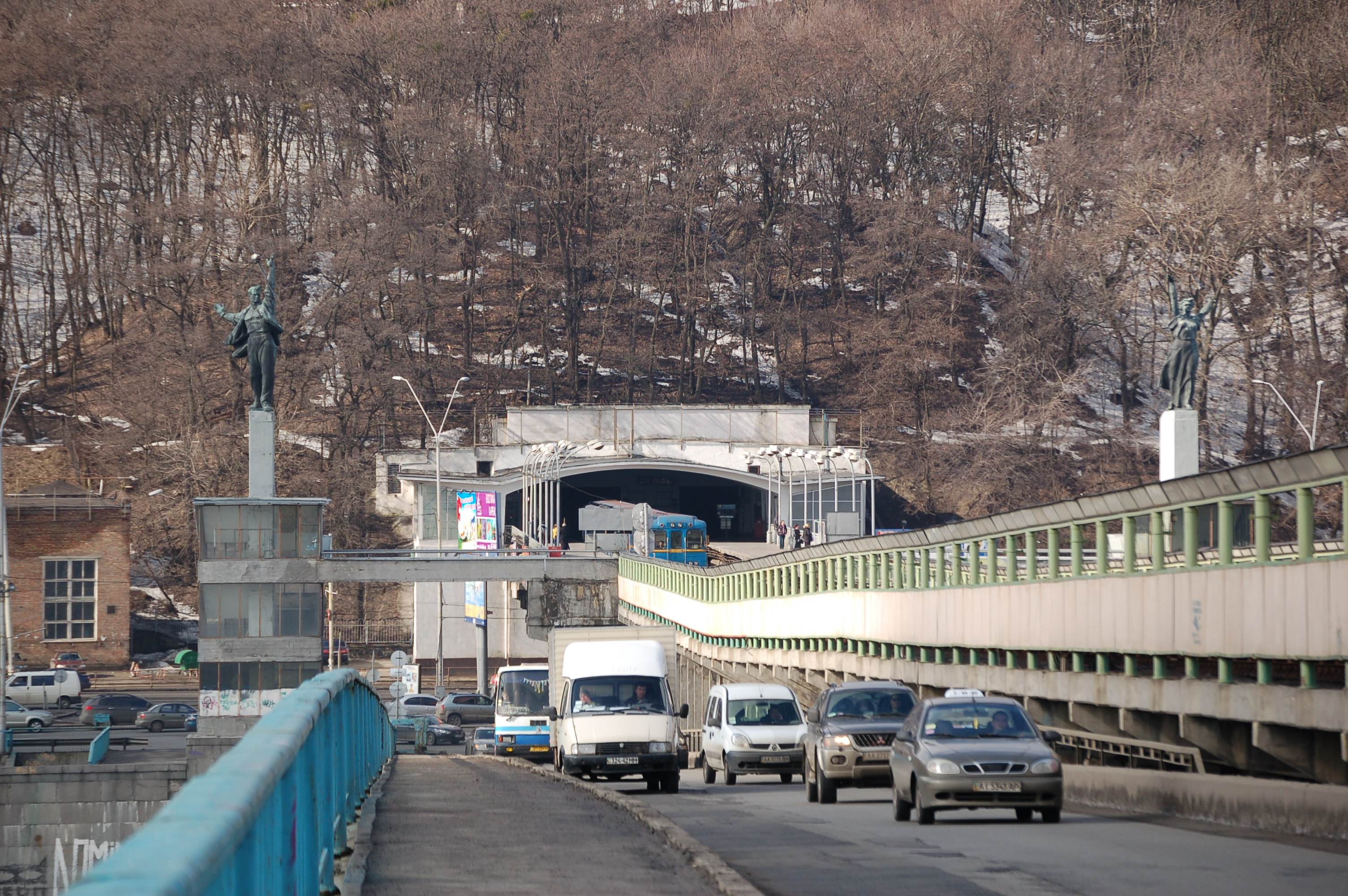
Краєвид з мосту
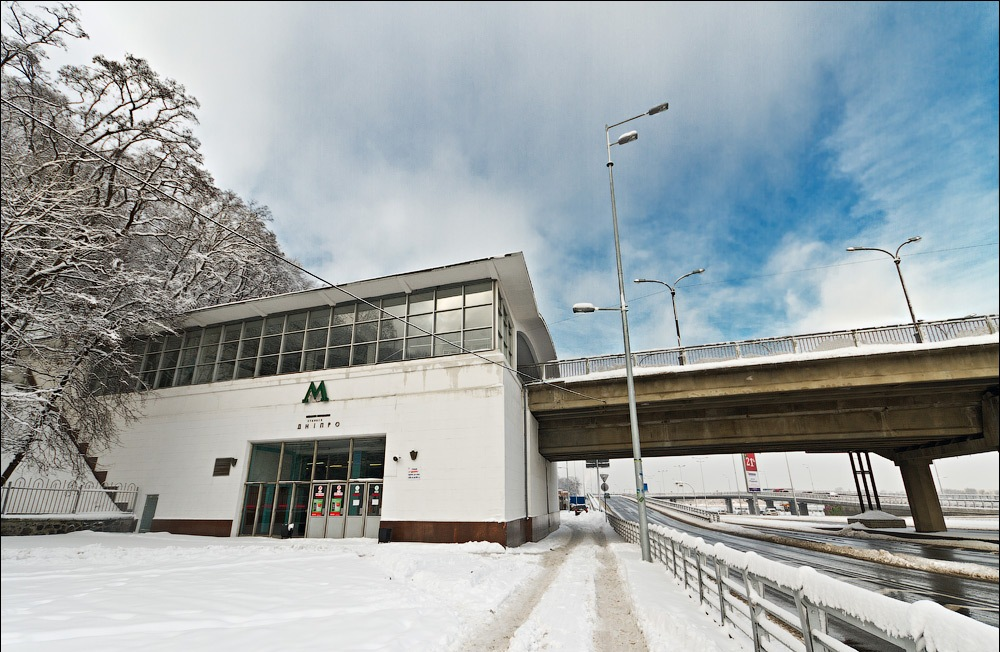
Наземний вестибюль
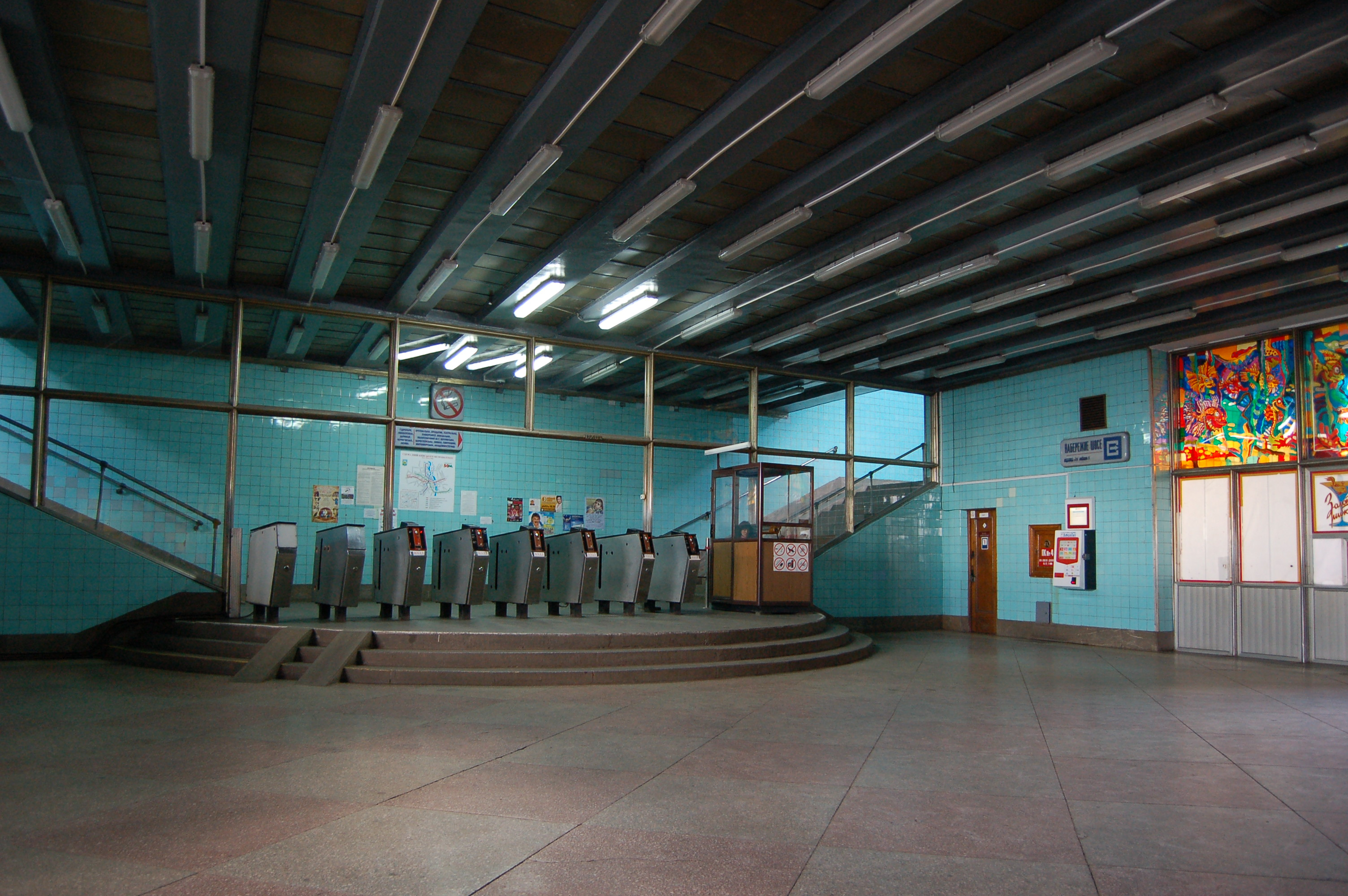
Інтер'єр наземного вестибюля
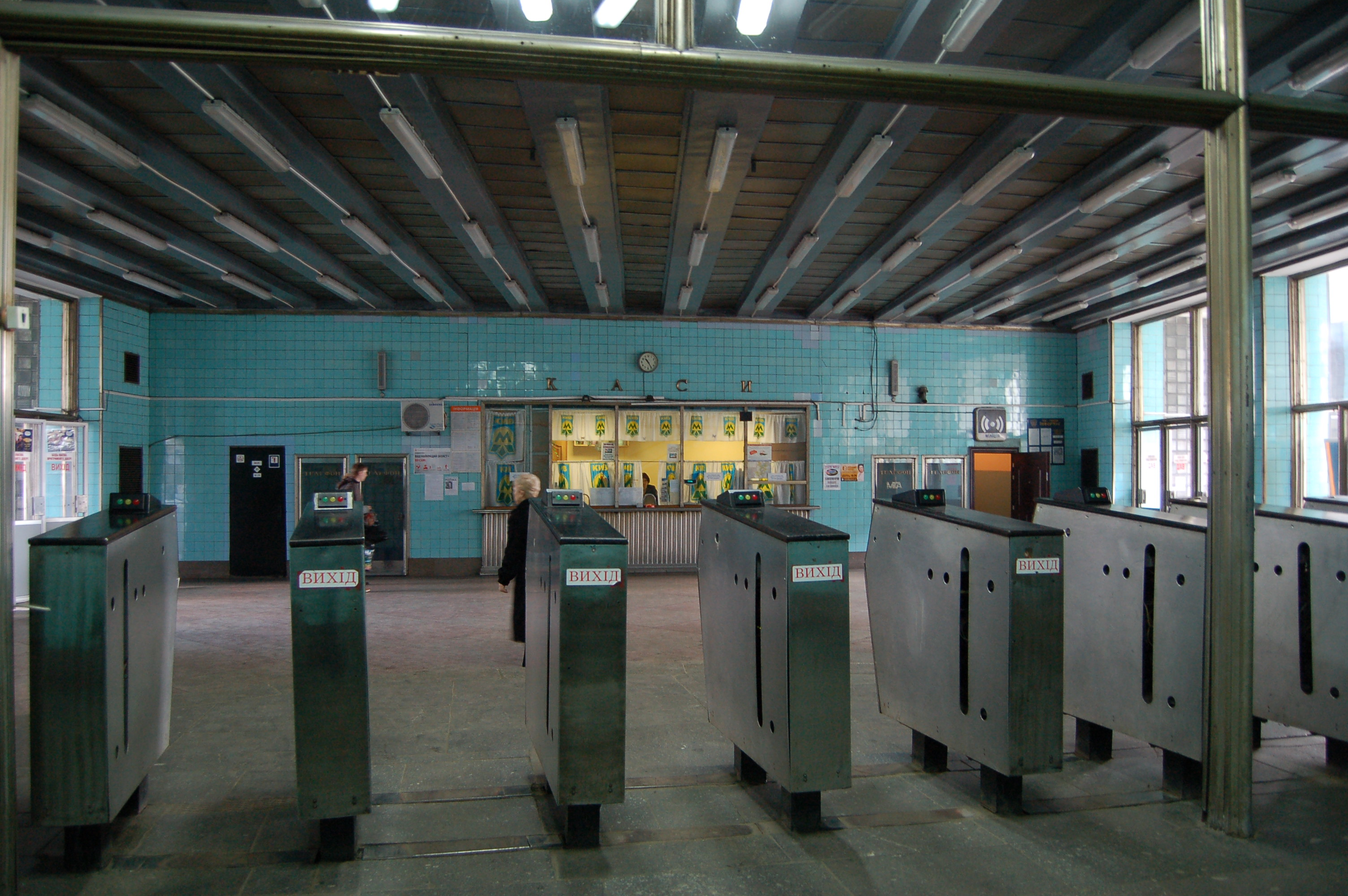
Турнікети
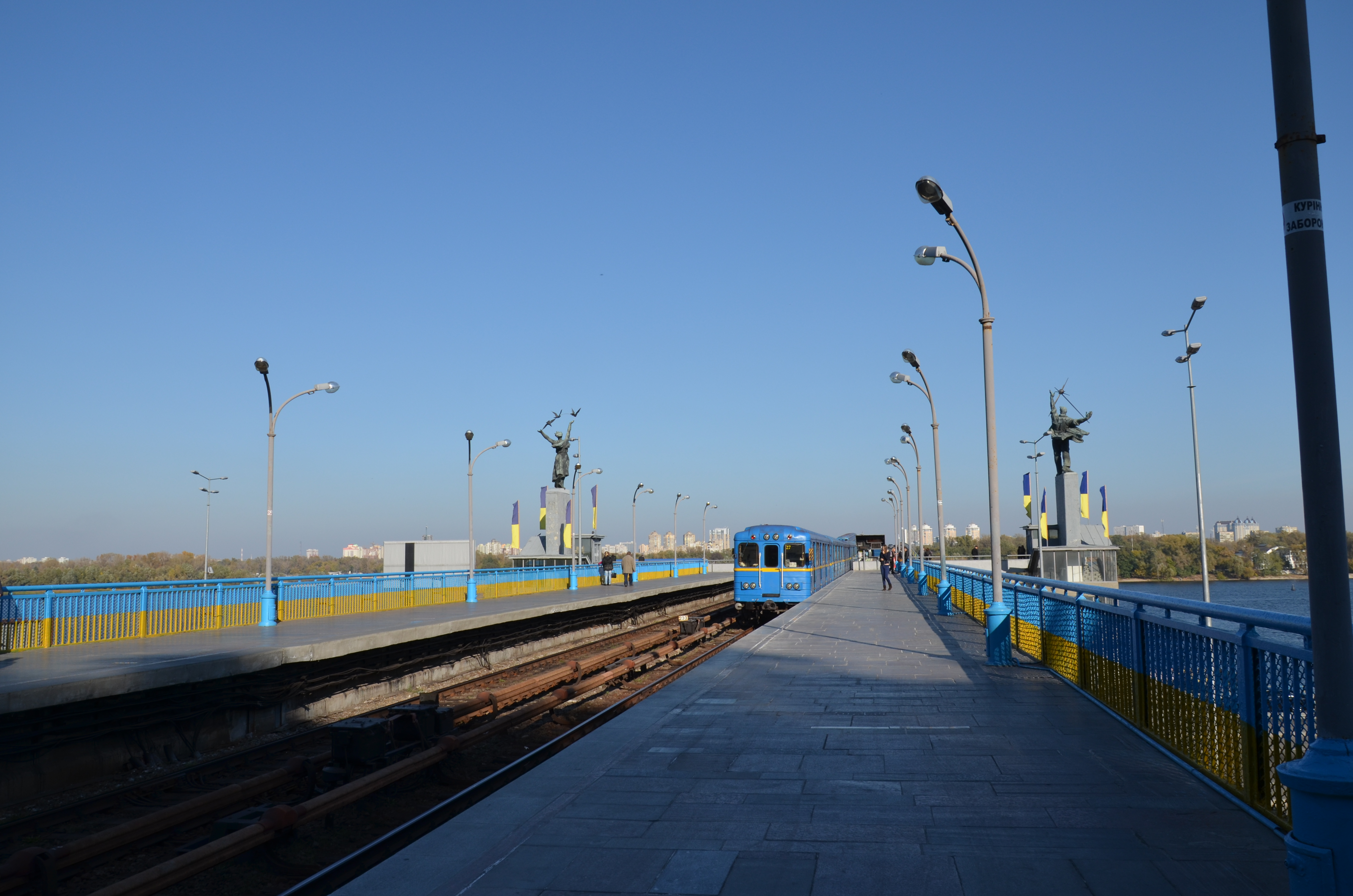
Поїзд на станції метро
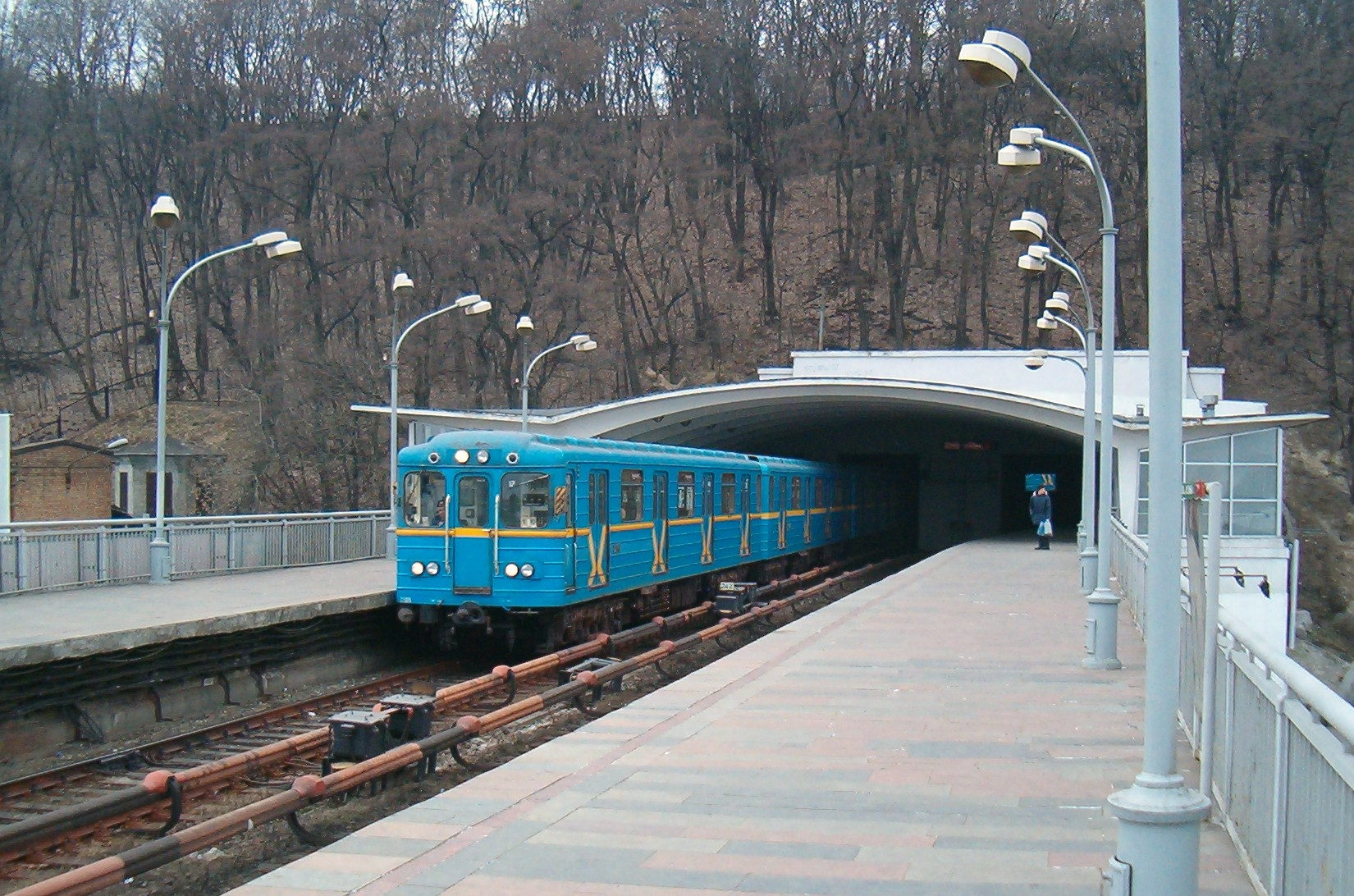
Краєвид у напрямку станції метро «Арсенальна»

## Панорама

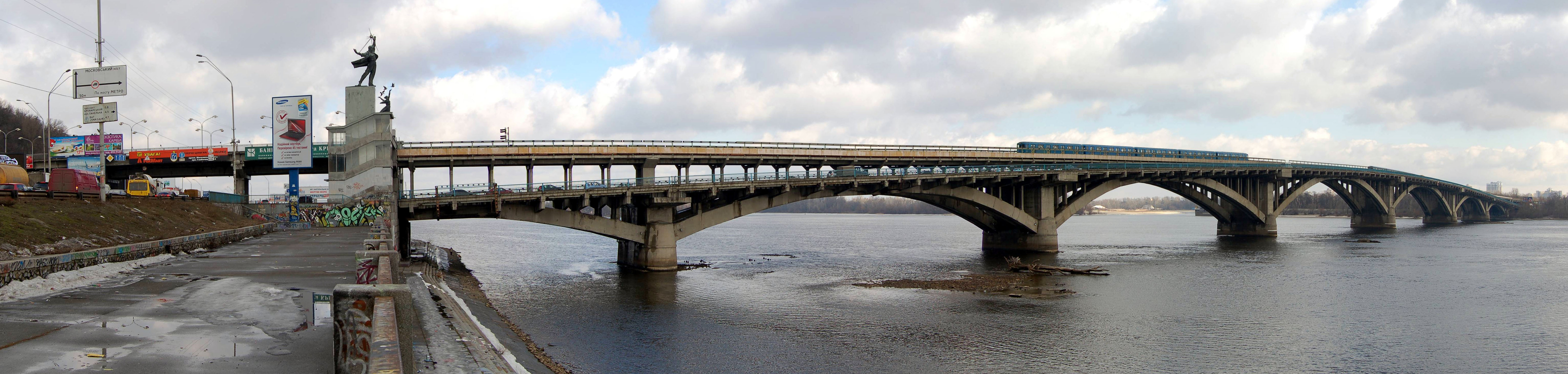
Міст Метро